# 迪特马尔·洛伦茨
迪特马尔·洛伦茨（德語：Dietmar Lorenz，1950年9月23日—2021年9月8日），德国男子柔道运动员。他曾代表东德参加1976年和1980年夏季奥林匹克运动会柔道比赛，获得一枚金牌和一枚铜牌。